# Ross Poldark
 (janvier 2020).
- Si vous ne connaissez pas le sujet, laissez ce bandeau (vous pouvez alors contacter les auteurs).
- Si vous supprimez le contenu mis en cause (vous pouvez préalablement contacter les auteurs),

argumentez précisément cette suppression dans la page de discussion
(un manque de référence n'est pas un argument ; une recherche réelle de référence doit avoir été effectuée, être formellement documentée).
 (février 2024).
Si vous disposez d'ouvrages ou d'articles de référence ou si vous connaissez des sites web de qualité traitant du thème abordé ici, merci de compléter l'article en donnant les références utiles à sa vérifiabilité et en les liant à la section « Notes et références ».
Ross Poldark est le personnage principal - fictif - d'une série de romans historiques britanniques, ainsi que de la série Poldark (2015-2019) qui en a été dérivée, dans laquelle il est interprété par l’acteur Aidan Turner.

## Présentation générale du personnage
Ross Vennor Poldark est né en 1760 aux Cornouailles en Angleterre. Il est le fils de Joshua Poldark (1724-1783) et de Grace Poldark, née Vennor (1740-1770). Il a un petit frère, Claude, qui décède durant l'enfance (1764-1771). Ross appartient à la noblesse, mais sa richesse est moindre  que celle de son oncle Charles Poldark et de son cousin Francis Poldark. Par héritage, il est propriétaire de la demeure de Nampara.
C'est un jeune homme bon, loyal, généreux et courageux mais surtout indiscipliné. Pour défendre les causes qui lui semblent justes, il n'hésite pas à enfreindre la loi. En 1780, pour échapper à la potence pour motif de bagarres, contrebande et violences contre un officier des douanes, Ross s'engage dans l'armée. C'est ainsi qu'il part pour l'Amérique en tant que soldat pour combattre lors de la  guerre de l'indépendance.
Avant son départ pour la guerre, Ross est aimé des habitants du village et est amoureux d'Elizabeth Chynoweth, une jeune fille de son rang.

## Saison 1 (1783-1790)
En 1783, 3 ans après son départ, personne des Cornouailles n'a de nouvelles de Ross. Des rumeurs le disent décédé lors d'un combat. Pourtant, Ross, devenu le capitaine Ross Poldark, revient. 

### Le retour aux Cornouailles
Lors du trajet de son retour, en diligence, feignant le sommeil, il apprend de la bouche des passagers que son père est décédé 6 mois plus tôt. Se dirigeant vers sa demeure familiale, il décide de faire un détour vers Trenwith, lieu où vivent son oncle Charles et son cousin Francis. Il espère y trouver un peu de réconfort. mais son arrivée coincide avec un événement : la famille célèbre les fiançailles d'Elizabeth, sa bien-aimée avec son cousin Francis. Cette annonce le bouleverse, mais les mauvaises nouvelles ne s'arrêtent pas là. Son oncle lui apprend que son père est mort ruiné : ses mines Wheal Leisure et Wheal Grace sont en ruine et inexploitables en l'état. Ne voulant rester plus longtemps à Trenwith, Ross rejoint Nampara. Là, il y découvre une demeure en très mauvais état qui abrite les deux domestiques de son père : Jud Paynter et Prudie Paynter. Le couple, en l'absence de maître, ont totalement laissé la maison se dégrader. Ross est furieux mais décide de les garder à son service en mémoire de son père.
Le lendemain, Ross va au village. Là, il y retrouve ses amis  Zacky Martin, Jim Carter et Mark Daniels. Les retrouvailles sont intenses, aucun n'espérant plus son retour. Ross se confie à eux, et ses amis lui proposent de l'aider à reconstruire sa mine gratuitement mais Ross refuse. Il sait qu'ils travaillent déjà durement dans la mine de son oncle Charles et qui plus est pour un maigre salaire.

### La rencontre avec Demelza
Des semaines passent et Ross travaille jour et nuit sur son domaine afin de le remettre en état et pour oublier sa peine de cœur. En effet, Francis et Elizabeth sont désormais mariés. L'argent manquant, Ross décide d'aller au marché de la ville afin de vendre la montre de son père. Durant sa présence sur le marché, un combat de chiens clandestin va avoir lieu  entre un chien qui semble agressif, et un autre peureux et craintif, le combat s'annonçant à mort. Les cris d'un jeune garçon ainsi que la violence à son encontre provoquent l'intervention de Ross. Violemment, il défend le jeune garçon et l'emmène dans l'auberge du village et lui propose de quoi manger. Il découvre que le propriétaire du chien n'est autre qu'une jeune fille de 14 ans qui s'est enfuie de sa maison. En effet, celle-ci a une vie difficile avec un père mineur qui la bat régulièrement. Ross remarque alors les traces de coups sur son dos et apprend qu'elle s'appelle Demelza Carne et qu'elle vit dans le village d'Illogan.
Ross propose de la raccompagner. Sur le chemin, à l'intersection entre Nampara et Illogan, il lui propose de l'engager comme aide cuisinière. Elle y sera logée, nourrie et blanchie. Après avoir reçu l'autorisation de garder son chien Garrick, Demelza n'hésite pas et rejoint la demeure de Nampara ; désormais Ross aura 3 domestiques à son service.

### L'ouverture de Wheal Leisure
Malgré le temps qui passe, Ross semble toujours être amoureux d'Elizabeth. Les jeux de regards lors d'une danse pendant un bal, et les mauvaises intentions de Georges Warleggan envers la famille Poldark, rendent Francis méfiant et jaloux de son cousin Ross. Ainsi, Charles, le père de Francis incite Ross à quitter la ville, et lui propose même de lui payer "son éducation" à Londres. Ross refuse et est déterminé à rouvrir sa mine familiale Wheal Leisure.
Pour ce faire, il se rend à Truro à la banque son ami Harris Pascoe, et après quelques recherches, plusieurs investisseurs sont prêts à le suivre dans cette aventure qui s'annonce périlleuse. C'est ainsi qu'en 1784, Ross rouvre sa mine Wheal Leisure. Il y engage d'anciens mineurs de son père, dont beaucoup quittent la mine de Charles pour rejoindre celle de Ross. Durant cette période, Ross et Demelza se rapprochent. Ross autorise la jeune fille à manger avec lui et les commérages vont bon train. 

### Le cas Jim Carter
Durant cette période joyeuse, Ross apprend que son ami Jim Carter fait du braconnage afin de pouvoir nourrir sa mère veuve et ses jeunes sœurs, et qu'en plus, sa petite amie, Jinny Martin était enceinte. Désirant l'aider, Ross lui octroie un cottage, et convainc le jeune garçon d'épouser Jenny tout en lui faisant promettre de stopper le braconnage. Pourtant, malgré ce conseil, quelque temps plus tard, le jeune homme est arrêté pour braconnage. Ross témoigne en faveur de Jim lors de son procès mais cela n'empêche pas le juge de se montrer sévère. Jim est condamné à 2 ans de prison. Lors de son retour à Nampara, Ross est triste du malheur de son ami. Il appelle alors Demelza, et s’aperçoit que la jeune fille porte une robe verte qui avait appartenu à sa mère. D'abord furieux de l'avoir vue avec ce vêtement, Ross embrasse Demelza, puis se refusant à aller plus loin, lui demande d'aller se coucher. Un peu plus tard dans la soirée, Demelza rejoint Ross dans sa chambre, et lui demande de l'aider à retirer les lacets de sa robe. Les deux jeunes gens se donnent alors l'un à l'autre.
Par souci de convenance et pour faire taire les rumeurs, Ross demande Demelza en mariage. Et très vite le mariage a lieu où seuls Prudie et Jud sont présents.

### Un mariage inaccepté
Le mariage de Ross et Demelza n'est pas accepté par tous. En effet, le clivage social ést immense. Demelza n'a aucun bien, alors que Ross est un gentilhomme. D'abord, son oncle Charles, déçu, n'hésite pas à en parler aux investisseurs de Wheal Leisure. Elizabeth est choquée et peinée de le voir marié. Francis est lui aussi choqué et lui fait part de son inquiétude face aux conséquences de ce mariage, puis semble heureux pour lui. Tout comme Verity qui est contente de voir son cousin bien-aimé enfin heureux.
Peu de temps après, Charles Poldark décède d'un crise cardiaque, et demande à Ross, sur son lit de mort, de veiller à la réputation des Poldark et de veiller sur Francis.
Demelza et Ross semblent heureux en mariage. Pourtant, elle n'est pas à l'aise et ne connaît pas les bonnes manières. Pour l'aider, Ross fait venir sa cousine Verity afin qu'elle puisse lui apprendre la révérence ainsi que les bonnes postures. Et lui achète un livre pour qu'elle apprenne à lire et qu'elle s'instruise.  
Pour l’insérer davantage dans le milieu et pour qu'elle s’épanouisse en tant que maîtresse de Nampara, Ross lui laisse choisir ses domestiques. Elle choisit Jenny Carter. De plus, pour s'affirmer en tant qu'épouse Poldark, il lui demande de faire une apparition à Wheal Leisure de façon officielle. 
Plus tard, à l'occasion de Noël, Ross et Demelza sont invités à Trenwith. Ils sont rejoints par Georges et Cary Warleggan, deux hommes avides d'argent et de pouvoir, envieux de Ross. La cérémonie de Noël se passe bien, bien que les Warleggan se moquent du mariage de Ross. C'est pendant cette soirée que Ross réalise tout l'amour qu'il a pour sa jeune épouse : sa beauté, son talent au chant, sa force le rendent fier, et il comprend qu'Elizabeth n'est plus qu'un amour passé. Ce soir-là, Ross avoue son amour à Demelza qui est soulagée de cette déclaration et lui annonce elle aussi une belle nouvelle : elle attend un enfant. Une petite fille, Julia, vient au monde en 1788.

### Perte de Wheal Lesure
En 1788, Le docteur Dwight Enys rejoint les Cornouailles. C'est lui qui a soigné les blessures de Ross pendant la guerre. Avec l'aide son ami Dwight, Ross décide d'aider Jim à s'échapper de la prison. Le jeune homme est malade et bien qu'il arrive à sortir de la prison, il est déjà trop tard. Jim Carter décède. 
Parce que Demelza, en voulant aider Verity à vivre avec le capitaine Andrey Blamey son grand amour, s'est attiré les foudres de Francis envers Ross, et parce que Georges Warleggan a su manœuvrer de façon que Francis dénonce les investisseurs de la mine de Wheal Lesure, Ross perd sa mine familiale. En effet, Georges et Cary Warleggan font pression sur les investisseurs et leur rachètent leur parts. Ainsi, la mine appartient désormais au Warleggan. 

### Perte de Julia
En 1790, une épidémie de gorge putride s'abat aux Cornouailles. Tout le monde est touché : Les nobles, les mineurs, les femmes, les enfants, les hommes. À Trenwith, seule la grand-tante Agatha est épargnée. Francis, Elizabeth et le petit Geoffrey-Charles (6 ans) ainsi que les domestiques sont atteints. La famille ne parle plus à Ross depuis le départ de Verity, mais la maladie inquiète Ross. Il a appris que son cousin et sa famille étaient malades, et alors qu'il allait les voir, il est rassuré par le médecin Tom Choak  qui lui dit qu'ils vont tous beaucoup mieux. Ross rebrousse chemin. 
Demelza apprend à son tour le malheur à Trenwith et décide d'y aller. Culpabilisant concernant la mésentente de Ross et Francis, elle espère se racheter en les soignant. Elle y reste un temps puis retourne chez elle. Dans la nuit, la petite Julia pleure. Elle a de la température, et Demelza a la bouche sèche et des éruptions cutanées. Ross court chercher le Docteur Enys. Les deux hommes sont impuissants face à la maladie. Julia décède dans les bras de son père, pendant que Demelza lutte.  
Les funérailles ont lieu : beaucoup des amis de Ross sont présents, y compris Francis. Demelza lutte toujours. Ross ne dort plus, et sur les conseils du Dwight, sort prendre l'air. En s'approchant de la mer, il voit un bateau s'échouer. Il réveille alors les habitants du village et les invite à prendre toutes les marchandises qui s'échouent. La soirée se termine en émeute et bagarre et devient vite incontrôlable. Ross parvient tout de même à aider les occupants du bateau et leur propose de loger chez lui à Nampara. Sur la plage, il a vu le corps du cousin de Georges Warleggan. 
Demelza revient à elle. Ross lui tend le bracelet où il y a inscrit « Julia » qu'elle lui avait fait à sa naissance, et Demelza s'effondre. Elle comprend que sa fille de 2 ans n'a pas survécu à la maladie.  

## Saison 2 ( 1790-1793 )

### Le procès
Parce que son cousin est mort lors du naufrage du bateau, et parce qu'il déteste Ross, George utilise son pouvoir et sa notoriété pour faire arrêter Ross. Il est envoyé aux assises de Bonnemine pour y être jugé aux motifs de vols, d'incitation à l'émeute et violence contre un agent des douanes. Afin de renforcer le dossier à charges contre Ross, Georges Warleggan paie des témoins afin de contrôler les témoignages de ceux-ci lors du procès. De son côté, Ross ne semble pas réaliser l'importance de ce procès et minimise les conséquences devant Demelza, encore en deuil de leur petite Julia.
Du côté de Trenwith, Francis est effondré d'apprendre la mauvaise nouvelle. Il accuse Georges Warleggan d'être derrière l'accusation de son bien-aimé cousin. Malgré les querelles passées, Francis pardonne à Ross et se sent même coupable de son malheur. Il réalise que c'est à cause de sa trahison que les finances de Ross sont aux plus bas, et que c'est parce que Demelza est venue les soigner pendant la gorge putride que Julia est décédée. Elizabeth, pour sauver l'homme qu'elle a aimé et pour qui elle éprouve toujours une attirance, demande à George d'aider Ross. Celui-ci, pour s'attirer les bonnes grâces d'Elizabeth, accepte. Allant en prisant et sur un ton hautain, il propose donc son aide à Ross qui refuse par fierté.
L'heure du procès est arrivée : Francis, Elizabeth, Verity George et Demelza sont présents. Témoigne contre Ross (et sans l'intervention de George) le père de Demelza, Tom Carne, qui l'accuse de lui avoir enlevé sa fille. Puis vint les témoignages faussés et ensuite celui de Jud Paynter (son ex-domestique) qui se ressaisit et rend son témoignage caduc. Enfin, les témoignages réels, à savoir ceux du capitaine Brey, et du docteur Dwight Enys. Pour finir, c'est le monologue sincère de Ross qui termine le procès. Contre toute attente, Ross est reconnu non-coupable.

### L'annonce d'une nouvelle grossesse
Pendant le procès de Ross, Demelza doit bien se l'avouer : elle est enceinte. Volontairement, elle ne lui annonce pas durant cette période stressante et déterminante. Une fois le procès terminé, le soir, Demelza souhaite lui annoncer la grande nouvelle. Mais y renonce. Ross lui fait comprendre qu'il ne veut pas d'un autre enfant tout de suite puisque leur avenir est trop incertain. Après le procès, Francis Poldark souhaite se rapprocher de Ross et l'invite chez lui à Trenwith lors de la journée des cultures. Les deux cousins sont ravis de se retrouver, mais Ross semble toujours être sous le charme d'Elizabeth. Après que Demelza ait surpris une conversation entre eux deux, elle lui avoue attendre un nouvel enfant. Si l'idée de faire naître un bébé ne réjouit pas Ross, il est quand même heureux de l'annonce et accepte d'ouvrir à nouveau son cœur à cet enfant. Ainsi nait leur fils Jeremy Poldark en 1791.

### Ouverture de Wheal Grace et endettements
À la suite de la perte de Wheal Leisure, Ross décide de rouvrir l'ancienne mine de son père, Wheal Grace, baptisée comme cela en hommage à sa mère. Pour ce faire, il décide de vendre ses parts de Wheal Leisure à un bon prix afin de les réinvestir dans la nouvelle mine. Étant réconcilié avec son cousin Francis, il offre à celui-ci de devenir son partenaire à la mine et d'y investir le reste de ses économies afin d'y faire les travaux nécessaires,.